# Трупіалові
Трупіалові (Icteridae), інакше цих птахів називають американськими вивільгами, або касиками, родина горобцеподібних птахів, яка поширена в Новому Світі.
Птахи малих або середніх розмірів, забарвлені в різні кольори. Панівним кольором оперення є чорний, але дуже часто він поєднаний із жовтим, червоним або оранжевим кольорами. Їхньою характерною ознакою є довгий, міцний дзьоб. Більшість видів із цієї родини є перелітні. Гніздяться поодиноко або колоніями, їхні гнізда є майстерно плетеними кошиками, які звисають з гілок дерев подібно до гнізд ремеза. Для деяких видів характерним є гніздовий паразитизм.

## Класифікація
Родина Трупіалові (Icteridae)
1. Рід Agelaioides — рудокрилий вашер
2. Рід Agelaius — еполетник
3. Рід Agelasticus — варілеро
4. Рід Amblycercus — жовтодзьобий касик
5. Рід Amblyramphus — червоноголовий трупіал
6. Рід Anumara — малий щетинкопер
7. Рід Cassiculus — мексиканський касик
8. Рід Cacicus — касик
9. Рід Chrysomus — каруг
10. Рід Clypicterus — еквадорська конота
11. Рід Curaeus — щетинкопер
12. Рід Dives — трупіал-чернець
13. Рід Dolichonyx — гоглу
14. Рід Euphagus — трупіалець
15. Рід Gnorimopsar — чопі
16. Рід Gymnomystax — потеліжник
17. Рід Hypopyrrhus — колумбійський трупіал
18. Рід Icterus — трупіал
19. Рід Lampropsar — танагровий трупіал
20. Рід Leistes
21. Рід Macroagelaius — еполетик
22. Рід Molothrus — вашер
23. Рід Nesopsar — ямайський трупіал
24. Рід Ocyalus — мала конота
25. Рід Oreopsar — болівійський трупіал
26. Рід Psarocolius — конота
27. Рід Pseudoleistes — мочарець
28. Рід Ptiloxena — кубинський трупіал-чернець
29. Рід Sturnella — шпаркос
30. Рід Quiscalus — гракл
31. Рід Xanthocephalus — тордо
32. Рід Xanthopsar — шафрановий тордо

Крім того, описано доісторичні роди трупіалів: Pandanaris з Ранчо Ла Бреа та Pyelorhamphus з печери Шелтер.